# 東柳原町 (津島市)
東柳原町（ひがしやなぎはらちょう）は、愛知県津島市の地名。

## 地理
津島市中央部に位置する。東は立込町、西は柳原町、南は橘町、北は寺前町に接する。

## 歴史

### 人口の変遷
国勢調査による人口および世帯数の推移。
| 1995年（平成7年）  | 266世帯 972人 |  |
| 2000年（平成12年） | 321世帯 949人 |  |
| 2005年（平成17年） | 314世帯 933人 |  |
| 2010年（平成22年） | 359世帯 853人 |  |
| 2015年（平成27年） | 358世帯 962人 |  |

### 沿革
- 1953年（昭和28年） - 津島市津島の一部により、同市東柳原町が成立[2]。

## 交通
- 愛知県道名古屋津島線[1]

## 施設
- 津島中央病院[1]
- 津島市立乳児保育所[1]

### WEB
1. ↑  “愛知県津島市の町丁・字一覧”.   人口統計ラボ. 2023年3月12日閲覧。
2. ↑  総務省統計局 (2017年1月27日). “平成27年国勢調査の調査結果(e-Stat) - 男女別人口及び世帯数 －町丁・字等” (CSV). 2021年7月21日閲覧。
3. ↑  “愛知県津島市の郵便番号一覧”.   日本郵便. 2023年3月11日閲覧。
4. ↑  “市外局番の一覧” (PDF).   総務省 (2022年3月1日). 2022年3月22日閲覧。
5. ↑  総務省統計局 (2014年3月28日). “平成7年国勢調査の調査結果(e-Stat) - 男女別人口及び世帯数 －町丁・字等” (CSV). 2021年7月20日閲覧。
6. ↑  総務省統計局 (2014年5月30日). “平成12年国勢調査の調査結果(e-Stat) - 男女別人口及び世帯数 －町丁・字等” (CSV). 2021年7月20日閲覧。
7. ↑  総務省統計局 (2014年6月27日). “平成17年国勢調査の調査結果(e-Stat) - 男女別人口及び世帯数 －町丁・字等” (CSV). 2021年7月21日閲覧。
8. ↑  総務省統計局 (2012年1月20日). “平成22年国勢調査の調査結果(e-Stat) - 男女別人口及び世帯数 －町丁・字等” (CSV). 2021年7月21日閲覧。
9. ↑  総務省統計局 (2017年1月27日). “平成27年国勢調査の調査結果(e-Stat) - 男女別人口及び世帯数 －町丁・字等” (CSV). 2021年7月21日閲覧。

### 書籍
1. 1 2 3 4 5 6  「角川日本地名大辞典」編纂委員会 1989, p. 1728.
2. ↑  「角川日本地名大辞典」編纂委員会 1989, p. 1124.